# Zacharias Rosenbach
Zacharias Rosenbach (* 16. Februar 1595 in Butzbach; † Februar 1638 in Herborn) war ein deutscher Mediziner, Philologe und Bibelforscher.

## Leben
Rosenbach war Sohn des Ratsherren von Butzbach Heinrich Rosenbach († 1615). Er besuchte die Lateinschule dort, bevor er am 3. Juli 1611 an der Hohen Schule Herborn immatrikuliert wurde. Er begann ein Studium der Medizin, dass er an der Universität Basel insbesondere unter Caspar Bauhin mit den Fächern Anatomie und Botanik fortsetzte. Außerdem ging er an die Universitäten von Straßburg und Heidelberg, bevor er ab 1616 Italien, Südfrankreich, die Schweiz, die Niederlande, England, Ungarn und Böhmen bereiste. In dieser Zeit war er an der Universität Padua und bildete sich in Montpellier in Geburtshilfe und Chirurgie weiter. 1618 kam er zurück an die Universität in Basel, an der er zum Dr. med. promoviert wurde. Anschließend bereiste er Lothringen und Südwestdeutschland.
Rosenbach erhielt 1621 eine Stelle als kurpfälzischer Arzt in Bensheim. Von dort musste er allerdings im Rahmen des Böhmisch-pfälzischen Kriegs fliehen. 1623 nahm er einen Ruf als Professor der Medizin an die Hohe Schule von Herborn an und erhielt 1624 zudem die Stelle als gräflich nassauischer Leibarzt. Er wurde in dieser Stellung wegen seiner praktischen Fertigkeiten und der praktischen Lehre geschätzt. 
Rosenbach wandte sich, nachdem 1626 ein Stadtbrand und die Pest zu einem Einbruch bei den eingeschriebenen Medizinstudenten führte, dem theologischen Studium und den alten Sprachen zu. Ergebnis seiner alttestamentlichen Befassung war unter anderem ein hebräisch-lateinisches Wörterbuch, das gerade auch Verbreitung in England fand. Er setzte sich außerdem mit der Septuaginta auseinander. Er wurde in dieser Zeit zudem zum Professor der orientalischen Sprachen ernannt.

## Werke (Auswahl)
- Theses Therapeuticae De Indicationibvs, Genath, Basel 1619.
- Moses omniscius sive Omniscentia Mosaica, Stolzenberger, Frankfurt am Main 1633.
- Lexicon breve in LXX interpretes et libros apocryphos, Corvinian, Herborn 1634.
- Methodus omniscientiae Christi, Corvinian, Herborn 1634.